# Stierenbach (Kirschbach)

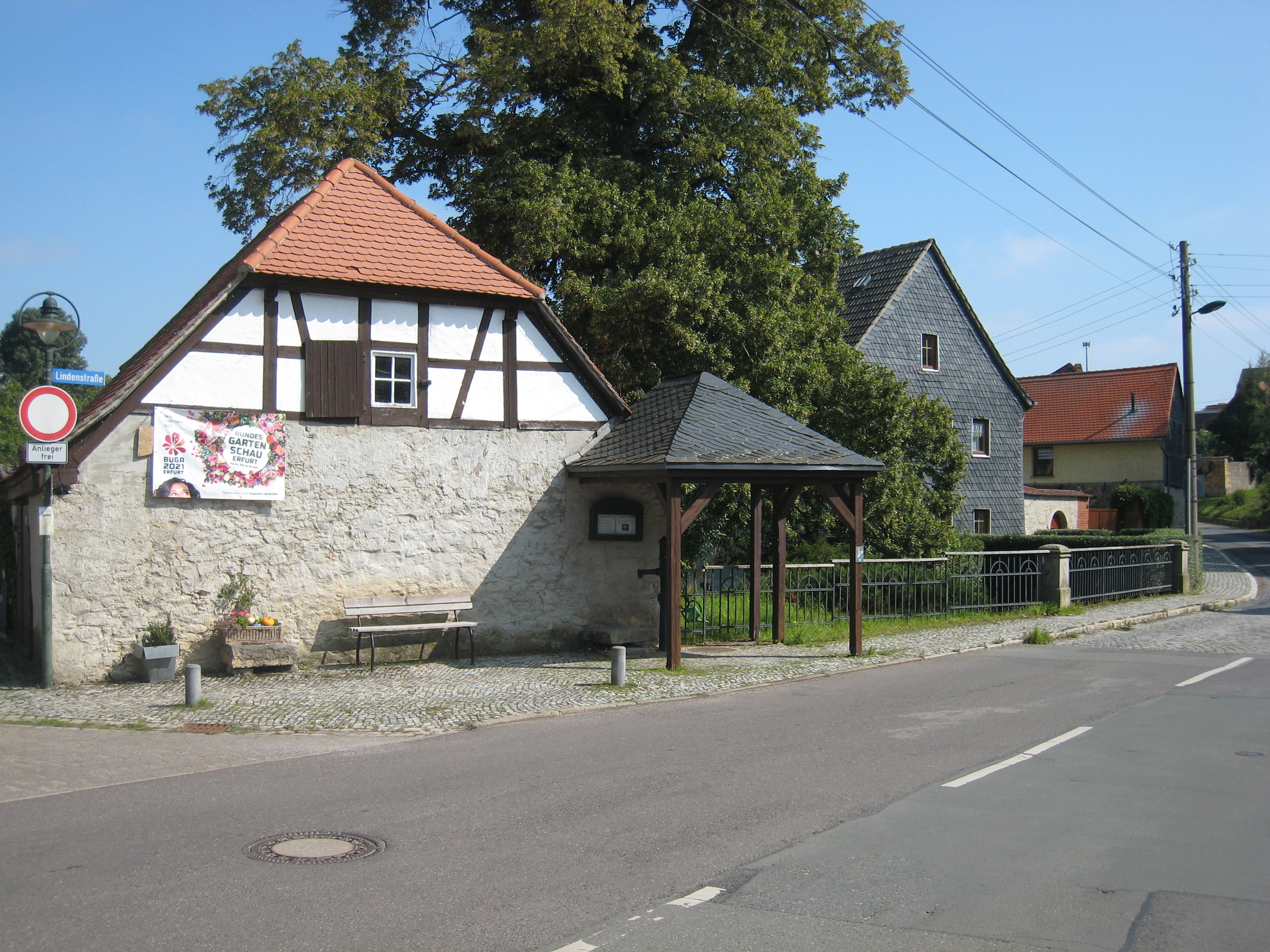
Altes Brauhaus mit dem Brunnenhäuschen

Der Stierenbach ist ein Oberlauf,  der hinter dem Weimarer Ortsteil Niedergrunstedt in den Kirschbach einmündet. Er hat zwei Quellen, in Obergrunstedt. Der Bach fließt auf der Ilm-Saale-Platte. Zum Teil verläuft der Bach unterirdisch. Das ist zwischen Obergrunstedt und Niedergrunstedt im Bereich der Obergrunstedter Straße der Fall.
Direkt neben der Brücke in Niedergrunstedt, die den Stierenbach überquert, befindet sich ein Brauhaus mit einem Brunnenhäuschen und einer Schwengelpumpe. Das Brauhaus Am Bäckerplatz 10 steht auf der Liste der Kulturdenkmale in Niedergrunstedt. Das gilt auch für das ehemalige Backhaus Am Bäckerplatz 1.
Mühlenbetrieb gab es weder am Stierenbach, noch am Kirschbach. Den gab es erst am Lottenbach.
Am Stierenbach in Niedergrunstedt entlang führt der Feininger-Radweg.